# Miyuki Takahashi
Miyuki „Shin“ Takahashi (jap. 高橋 みゆき, Takahashi Miyuki; * 25. Dezember 1978 in Yamagata) ist eine japanische Volleyballspielerin.

## Karriere
Takahashi spielte seit 1997 bei den NEC Red Rockets und gewann 2000 den nationalen Meistertitel. Bei der Weltmeisterschaft 2002 in Deutschland schied die Außenangreiferin mit der japanischen Nationalmannschaft nach der Vorrunde aus. Ein Jahr später wurde sie erneut japanische Meisterin und mit der Nationalmannschaft Zweite der Asienmeisterschaft. 2004 nahm sie an den Olympischen Spielen in Athen teil und erreichte mit dem Einzug ins Viertelfinale den fünften Platz. 2005 gewann Takahashi zum dritten Mal den nationalen Titel und erreichte mit Japan Platz drei bei der Asienmeisterschaft. Anschließend wechselte sie nach Italien zu Minetti Infoplus Vicenza. Die Weltmeisterschaft 2006 im eigenen Land beendeten die Japanerinnen als Sechste. 2007 gewann Takahashi mit der Nationalmannschaft die Asienmeisterschaft und wurde als „wertvollste Spielerin (MVP)“ des Turniers ausgezeichnet. Anschließend kehrte sie zurück zu den NEC Red Rockets. 2008 spielte sie in Peking zum zweiten Mal beim olympischen Turnier und wurde erneut Fünfte. Nach ihrem Karriereende 2009 hatte Takahashi in der Saison 2011/12 ein Comeback bei Toyota Auto Body Queenseis.